# Pterobryon subarbuscula
Pterobryon subarbuscula är en bladmossart som beskrevs av Brotherus 1921. Pterobryon subarbuscula ingår i släktet Pterobryon och familjen Pterobryaceae. Inga underarter finns listade i Catalogue of Life.